# Creoleon ultimus
Creoleon ultimus är en insektsart som beskrevs av Hölzel 1983. Creoleon ultimus ingår i släktet Creoleon och familjen myrlejonsländor. Inga underarter finns listade i Catalogue of Life.